# Nati il 27 febbraio

## III secolo(1)
- 274 - Costantino I, imperatore e santo romano († 337)

## XIV secolo(1)
- 1347 - Alberto V d'Este, nobile († 1393)

## XV secolo(4)
- 1429 - Giovanni Antonio Campano, umanista e vescovo cattolico italiano († 1477)
- 1443 - Girolamo Riario, sovrano e politico italiano († 1488)
- 1486 - Caitanya, mistico indiano († 1533)
- 1498 - Shimazu Tadaharu, militare giapponese († 1510)

## XVI secolo(5)
- 1550 - Ludovico Settala, medico e traduttore italiano († 1633)
- 1554 - Giovanni Battista Paggi, pittore italiano († 1627)
- 1572 - Francesco II di Lorena, duca francese († 1632)
- 1575 - Anna di Holstein-Gottorp, nobile tedesca († 1625)
- 1575 - Giovanni Adolfo di Holstein-Gottorp, duca († 1616)

## XVII secolo(14)
- 1606 - Laurent de La Hyre, pittore francese († 1656)
- 1607 - Giovan Francesco Loredan, scrittore italiano († 1661)
- 1622 - Carel Fabritius, pittore olandese († 1654)
- 1630 - Roc Brasiliano, pirata olandese
- 1634 - Francesco Baldovini, poeta italiano († 1716)
- 1635 - Fadrique Álvarez de Toledo y Ponce de León, militare spagnolo († 1705)
- 1639 - Adriaen van Bloemen, incisore e pittore fiammingo
- 1640 - Pedro Portocarrero y Guzmán, patriarca cattolico spagnolo († 1708)
- 1657 - Juan Álvaro Cienfuegos Villazón, cardinale e arcivescovo cattolico spagnolo († 1739)
- 1659 - William Sherard, botanico inglese († 1728)
- 1667 - Ludwika Karolina Radziwiłł, principessa polacca († 1695)
- 1683 - Anne Churchill, nobile britannica († 1716)
- 1689 - Louis III de Mailly-Nesle, militare e nobile francese († 1767)
- 1691 - Edward Cave, editore e tipografo inglese († 1754)

## XVIII secolo(39)
- 1703 - Sidney Beauclerk, politico inglese († 1744)
- 1717 - Johann David Michaelis, teologo e orientalista tedesco († 1791)
- 1719 - Alejandro González Velázquez, architetto e pittore spagnolo († 1772)
- 1724 - Federico Michele di Zweibrücken-Birkenfeld, nobile e generale tedesco († 1767)
- 1729 - Hugues Taraval, pittore francese († 1785)
- 1730 - Charles-Axel Guillaumot, architetto francese († 1807)
- 1732 - Jean de Dieu-Raymond de Boisgelin de Cucé, cardinale e arcivescovo cattolico francese († 1804)
- 1733 - Nicolas Savouret, prete francese († 1794)
- 1738 - Francesco d'Aquino, principe di Caramanico, politico e diplomatico italiano († 1795)
- 1738 - Ivan Sergeevič Barjatinskij, diplomatico russo († 1811)
- 1746 - Gian Francesco Fortunati, compositore italiano († 1821)
- 1746 - Louis Gohier, politico francese († 1830)
- 1748 - Anders Erikson Sparrman, naturalista svedese († 1820)
- 1754 - Thomas-Augustin de Gasparin, ufficiale e politico francese († 1793)
- 1755 - Fortunata Sulgher, poetessa italiana († 1824)
- 1756 - Il'ja Andreevič Bezborodko, politico e generale russo († 1815)
- 1758 - Margherita Paola Dall'Aglio, tipografa e letterata italiana († 1841)
- 1759 - Johann Carl Friedrich Rellstab, compositore, critico musicale e editore musicale tedesco († 1813)
- 1765 - Franz Kaisermann, pittore svizzero († 1833)
- 1767 - Jacques-Charles Dupont de l'Eure, politico francese († 1855)
- 1768 - Bartolomeo Franzosini, compositore e architetto italiano († 1853)
- 1769 - Juraj Palkovič, poeta, docente e traduttore slovacco († 1850)
- 1771 - Ercole Gasparini, architetto italiano († 1829)
- 1772 - Pier Francesco Brunaccini, arcivescovo cattolico italiano († 1850)
- 1776 - Andrea Nozzari, tenore italiano († 1832)
- 1780 - Giuseppe Cusi, ingegnere e architetto italiano († 1864)
- 1781 - Michel-Nicolas Balisson de Rougemont, romanziere, drammaturgo e librettista francese († 1840)
- 1781 - Giovanni Foscolo, militare italiano († 1801)
- 1782 - Jeanne Haze, religiosa belga († 1876)
- 1784 - Edward Boxer, ammiraglio inglese († 1855)
- 1787 - Jacob Bigelow, fisico e botanico statunitense († 1879)
- 1789 - Urbain Audibert, botanico francese († 1846)
- 1789 - Edward Hawkins, presbitero britannico († 1882)
- 1791 - Vincenzo Tineo, botanico italiano († 1856)
- 1793 - Baldomero Espartero, generale e politico spagnolo († 1879)
- 1793 - Gerlando Marsiglia, pittore italiano († 1850)
- 1796 - James Planché, scrittore e drammaturgo inglese († 1880)
- 1799 - Edward Belcher, ammiraglio e esploratore britannico († 1877)
- 1799 - Frederick Catherwood, esploratore, architetto e fotografo inglese († 1854)

## XIX secolo(162)
- 1802 - Joseph Aibl, editore musicale e litografo tedesco († 1834)
- 1802 - Giuseppe Cardoni, arcivescovo cattolico e funzionario italiano († 1873)
- 1802 - Lord George Bentinck, politico britannico († 1848)
- 1802 - Elisabetta Alessandrina di Württemberg, principessa († 1864)
- 1806 - Giuseppe Imperiali, imprenditore e politico italiano († 1871)
- 1806 - Paul Lacroix, scrittore, giornalista e bibliotecario francese († 1884)
- 1807 - Laurent Cerise, medico francese († 1869)
- 1807 - Henry Wadsworth Longfellow, scrittore, poeta e traduttore statunitense († 1882)
- 1809 - Giovanni Bianchetti, politico italiano († 1890)
- 1809 - Camillo Brambilla, numismatico italiano († 1892)
- 1809 - Giancarlo Cornay, missionario francese († 1837)
- 1811 - Katharina Tomaselli, soprano e attrice teatrale austriaca († 1857)
- 1812 - Samo Chalupka, poeta e pastore protestante slovacco († 1883)
- 1812 - Pieter Harting, botanico, naturalista e idrologo olandese († 1885)
- 1813 - Karl Hermann Bitter, politico e saggista prussiano († 1885)
- 1813 - Giovanni Bernardino Pollinari, pittore italiano († 1896)
- 1814 - Robert Turnbull Macpherson, fotografo scozzese († 1872)
- 1815 - Giovanni Battista Fauché, patriota italiano († 1884)
- 1815 - Franz Pfeiffer, filologo svizzero († 1868)
- 1818 - Charles Gordon-Lennox, VI duca di Richmond, nobile e politico britannico († 1903)
- 1819 - Raffaele Ferlotti, baritono italiano († 1891)
- 1820 - Bartolomeo Bezzi Castellini, militare e patriota italiano († 1898)
- 1820 - Alessandro La Volpe, pittore italiano († 1887)
- 1821 - Cristoforo Bonavino, presbitero, filosofo e teologo italiano († 1895)
- 1821 - Paulus Stephanus Cassel, storico, giornalista e teologo tedesco († 1892)
- 1822 - Teofil Lenartowicz, poeta e scultore polacco († 1893)
- 1823 - William B. Franklin, generale e imprenditore statunitense († 1903)
- 1825 - Luis de Madrazo, pittore spagnolo († 1897)
- 1825 - Guillaume-Marie-Romain Sourrieu, cardinale e arcivescovo cattolico francese († 1899)
- 1828 - Kanō Hōgai, pittore giapponese († 1888)
- 1830 - Emilio Pascale, politico italiano († 1904)
- 1831 - Nikolaj Nikolaevič Ge, pittore russo († 1894)
- 1832 - Melanie von Metternich-Winneburg, nobildonna austriaca († 1919)
- 1835 - Giuseppe Guerzoni, patriota, politico e storico italiano († 1886)
- 1835 - Rinaldo Morrocchi, compositore italiano († 1885)
- 1836 - Russell Alexander Alger, politico statunitense († 1907)
- 1836 - Carolina del Liechtenstein, principessa austriaca († 1885)
- 1836 - Giovanni Sartori, patriota italiano († 1917)
- 1837 - Francesca Alexander, illustratrice, scrittrice e traduttrice statunitense († 1917)
- 1838 - Josefine Gallmeyer, attrice teatrale e cantante austriaca († 1884)
- 1838 - Aleksandr Michajlovič Lermontov, generale russo († 1906)
- 1841 - Goffredo Ghirardini, patriota italiano († 1913)
- 1841 - Numa Preti, scacchista, scrittore e editore francese († 1908)
- 1844 - Franz Schönaich, generale e politico austriaco († 1916)
- 1846 - Simon Bamberger, politico tedesco († 1926)
- 1846 - Franz Mehring, politico e storico tedesco († 1919)
- 1846 - Joaquín Valverde Durán, compositore spagnolo († 1910)
- 1847 - Ellen Terry, attrice britannica († 1928)
- 1848 - Hubert Parry, compositore e docente inglese († 1918)
- 1850 - Henry Huntington, imprenditore statunitense († 1927)
- 1851 - James Churchward, scrittore britannico († 1936)
- 1851 - Agostino Luigi Devoto, militare statunitense († 1923)
- 1851 - Sof'ja Sergeevna Meščerskaja, nobildonna e filantropa russa († 1944)
- 1855 - Roberto Silva Renard, generale e politico cileno († 1920)
- 1855 - Jakub Schikaneder, pittore ceco († 1924)
- 1856 - Mattia Battistini, baritono italiano († 1928)
- 1856 - Alfred Einhorn, chimico tedesco († 1917)
- 1856 - Isabella von Croy, nobile tedesca († 1931)
- 1857 - Agnes Mary Frances Duclaux, scrittrice, giornalista e critica letteraria britannica († 1944)
- 1857 - Albert Meyer, fotografo tedesco († 1924)
- 1859 - Tommaso Casini, scrittore, storico e critico letterario italiano († 1917)
- 1859 - Bertha Pappenheim, scrittrice e giornalista austriaca († 1936)
- 1859 - Aleksandr Dmitrievič Šeremetev, musicista russo († 1931)
- 1859 - Cecil Spring Rice, diplomatico britannico († 1918)
- 1859 - Giulio Cesare Tassoni, generale e politico italiano († 1942)
- 1859 - Wenzel von Wurm, generale austro-ungarico († 1921)
- 1861 - Pierre Batiffol, presbitero, storico e teologo francese († 1929)
- 1861 - Vittorino Cannavina, commediografo e politico italiano († 1926)
- 1861 - Louis Joubin, zoologo francese († 1935)
- 1861 - Giovanni Ninni, chirurgo italiano († 1922)
- 1861 - Werner Spalteholz, anatomista tedesco († 1940)
- 1861 - Rudolf Steiner, esoterista e teosofo austriaco († 1925)
- 1861 - Carlo di Svezia, principe svedese († 1951)
- 1862 - Alfredo Gabrielli, generale italiano († 1948)
- 1862 - Anastasios Metaxas, architetto e tiratore a segno greco († 1937)
- 1863 - George Herbert Mead, filosofo, sociologo e psicologo statunitense († 1931)
- 1863 - Joaquín Sorolla, pittore spagnolo († 1923)
- 1864 - Alice Davenport, attrice statunitense († 1936)
- 1864 - Marian de Forest, giornalista e commediografa statunitense († 1935)
- 1865 - Timothée Jordan, crickettista britannico
- 1865 - Jacques Mieses, scacchista tedesco († 1954)
- 1866 - Roberto Diotaiuti, generale italiano († 1919)
- 1867 - Irving Fisher, economista e statistico statunitense († 1947)
- 1867 - Wilhelm Peterson-Berger, compositore, critico musicale e musicologo svedese († 1942)
- 1868 - Pietro Burgatti, matematico e fisico italiano († 1938)
- 1869 - Alice Hamilton, medico statunitense († 1970)
- 1870 - Armand de Bissacia, giocatore di polo francese († 1963)
- 1871 - Johan Stein, astronomo e gesuita olandese († 1951)
- 1871 - Gustav Waldau, attore tedesco († 1958)
- 1872 - Elliott O'Donnell, scrittore britannico († 1965)
- 1872 - Alexandru Vaida-Voevod, politico rumeno († 1950)
- 1873 - Giuseppe Bertani, sindacalista e politico italiano († 1919)
- 1873 - Lee Kohlmar, attore e regista tedesco († 1946)
- 1874 - Francis Macdonald Cornford, storico della filosofia, traduttore e poeta inglese († 1943)
- 1874 - Francesco Pacelli, nobile e avvocato italiano († 1935)
- 1875 - Antonio De Francesco, scultore italiano († 1963)
- 1875 - Vladimir Petrovič Filatov, medico sovietico († 1956)
- 1875 - Eva Mylott, contralto australiana († 1920)
- 1875 - Alfredo Pitta, traduttore e scrittore italiano († 1952)
- 1877 - Joseph Grinnell, biologo e zoologo statunitense († 1939)
- 1877 - Chaim Rumkowski, imprenditore polacco († 1944)
- 1878 - Edward Carr, maratoneta, mezzofondista e siepista statunitense († 1947)
- 1878 - Günther von Saar, alpinista, medico e insegnante austriaco († 1918)
- 1879 - Romeo Gallenga Stuart, politico e dirigente sportivo italiano († 1938)
- 1879 - Arturo Reggio, avvocato e politico italiano († 1959)
- 1880 - Mary Alice Blair, medico neozelandese († 1962)
- 1881 - Luitzen Brouwer, matematico olandese († 1966)
- 1881 - Aniello Calcara, arcivescovo cattolico e letterato italiano († 1961)
- 1881 - Sigvard Sivertsen, ginnasta norvegese († 1963)
- 1882 - Alessandro Canezza, storico e medico italiano († 1945)
- 1882 - Clotide Rometti, politico e imprenditore italiano († 1964)
- 1882 - Emily Stevens, attrice teatrale statunitense († 1928)
- 1882 - George Terwilliger, regista e sceneggiatore statunitense († 1970)
- 1882 - Giovanni Battista Tonini, militare e patriota italiano († 1916)
- 1883 - Renato Coturri, generale italiano († 1951)
- 1883 - James Aloysius Griffin, vescovo cattolico statunitense († 1948)
- 1883 - Sebastiano Visconti Prasca, generale italiano († 1961)
- 1884 - Alexandre Arnoux, poeta, drammaturgo e saggista francese († 1973)
- 1884 - Franziskus von Streng, vescovo cattolico e teologo svizzero († 1970)
- 1885 - Dante Conte, pittore italiano († 1919)
- 1885 - Angelo Faggi, sindacalista e politico italiano († 1957)
- 1886 - Hugo Black, politico e magistrato statunitense († 1971)
- 1886 - Evgenij Alekseevič Preobraženskij, rivoluzionario, economista e sociologo sovietico († 1937)
- 1887 - Giuseppe Monnanni, editore, scrittore e anarchico italiano († 1952)
- 1887 - Arvo Lindén, lottatore finlandese († 1941)
- 1887 - Harald Wallin, velista svedese († 1946)
- 1888 - Roberto Assagioli, psichiatra e teosofo italiano († 1974)
- 1888 - Hedwig Conrad-Martius, filosofa tedesca († 1966)
- 1888 - Lotte Lehmann, soprano tedesco († 1976)
- 1888 - Arthur Schlesinger Sr., storico statunitense († 1965)
- 1889 - Mercedes Aicardi, cantante lirica italiana
- 1889 - Nino Donati, imprenditore e dirigente d'azienda italiano († 1965)
- 1889 - Dionigi Marquet, politico italiano
- 1889 - Francesco Rolando, militare italiano († 1917)
- 1890 - Endre Hamvas, arcivescovo cattolico ungherese († 1970)
- 1890 - Freddie Keppard, musicista statunitense († 1933)
- 1890 - Walter Krüger, generale tedesco († 1945)
- 1890 - Giuseppe Ricciotti, presbitero, biblista e archeologo italiano († 1964)
- 1891 - Georges Migot, compositore, poeta e pittore francese († 1976)
- 1891 - Maartje Offers, contralto olandese († 1944)
- 1891 - David Sarnoff, imprenditore statunitense († 1971)
- 1892 - William Demarest, attore statunitense († 1983)
- 1893 - Rodolfo De Angelis, cantautore, drammaturgo e attore teatrale italiano († 1965)
- 1894 - Tom Abdo, giocatore di poker statunitense († 1967)
- 1894 - Robert Siohan, compositore e direttore d'orchestra francese († 1985)
- 1895 - Edward Brophy, attore e doppiatore statunitense († 1960)
- 1895 - Carlo Farini, politico e partigiano italiano († 1974)
- 1895 - Ferdinand Heim, generale tedesco († 1971)
- 1895 - Rodolfo Llopis, politico spagnolo († 1983)
- 1897 - Marian Anderson, contralto statunitense († 1993)
- 1897 - Bernard Lyot, astronomo francese († 1952)
- 1898 - Marie-Louise Bastié, aviatrice francese († 1952)
- 1898 - Steen Due, hockeista su prato danese († 1974)
- 1898 - Şehzade Ömer Faruk, principe ottomano († 1969)
- 1899 - Charles Herbert Best, medico canadese († 1978)
- 1899 - Ian Keith, attore statunitense († 1960)
- 1899 - Helen Kim, educatrice e diplomatica sudcoreana († 1970)
- 1899 - Max Klausen, agente segreto tedesco († 1979)
- 1900 - Julián Acuña Galé, botanico cubano († 1973)
- 1900 - Palmiro Foresi, politico italiano († 1980)
- 1900 - Evert Lundquist, calciatore svedese († 1979)
- 1900 - Michael O'Connor, nuotatore e pallanuotista irlandese († 1957)

## XX secolo(920)
- 1901 - Egle Marini, pittrice e poetessa italiana († 1983)
- 1901 - Marino Marini, artista, scultore e pittore italiano († 1980)
- 1901 - Robert Usher, scenografo statunitense († 1990)
- 1901 - George Vernot, nuotatore canadese († 1962)
- 1901 - Paola Zancani Montuoro, archeologa italiana († 1987)
- 1901 - Goffredo Zehender, pilota automobilistico italiano († 1958)
- 1902 - Ethelda Bleibtrey, nuotatrice statunitense († 1978)
- 1902 - Lúcio Costa, architetto brasiliano († 1998)
- 1902 - Marie Eline, attrice statunitense († 1981)
- 1902 - Enrico Forneris, calciatore italiano († 1982)
- 1902 - Ľudovít Fulla, pittore, illustratore e scenografo slovacco († 1980)
- 1902 - Anker Hansen, calciatore norvegese († 1981)
- 1902 - Giulio Parise, esoterista italiano († 1969)
- 1902 - Gene Sarazen, golfista statunitense († 1999)
- 1902 - John Steinbeck, scrittore statunitense († 1968)
- 1903 - Chen Geng, generale, politico e scrittore cinese († 1961)
- 1903 - Fernand Gambiez, generale e storico francese († 1989)
- 1903 - Reginald Gardiner, attore inglese († 1980)
- 1903 - Hans Rohrbach, matematico tedesco († 1993)
- 1903 - Joseph Soloveitchik, rabbino, filosofo e educatore bielorusso († 1993)
- 1903 - Giuseppe Tudisco, politico italiano († 1982)
- 1903 - Grethe Weiser, attrice tedesca († 1970)
- 1903 - Gustave Wuyts, tiratore di fune e pesista belga († 1979)
- 1904 - Italo Breviglieri, calciatore italiano († 1975)
- 1904 - James Thomas Farrell, scrittore statunitense († 1979)
- 1904 - Michele Giampietro, filatelista e pedagogista italiano († 1993)
- 1904 - André Leducq, ciclista su strada francese († 1980)
- 1904 - Elisabeth Welch, attrice e cantante statunitense († 2003)
- 1905 - Charles Dekeukeleire, regista e saggista belga († 1971)
- 1905 - Charley Eugene Johns, politico statunitense († 1990)
- 1905 - Jacques Mairesse, calciatore francese († 1940)
- 1905 - Franchot Tone, attore statunitense († 1968)
- 1906 - Jack Barker, calciatore e allenatore di calcio inglese († 1982)
- 1906 - Michele Troisi, politico italiano († 1961)
- 1906 - Carlo Vinci, animatore statunitense († 1993)
- 1907 - Massimo Amfiteatrof, violoncellista italiano († 1990)
- 1907 - Mildred Bailey, cantante statunitense († 1951)
- 1907 - Hermann Buse, ciclista su strada tedesco († 1945)
- 1907 - Momčilo Đujić, militare e politico serbo († 1999)
- 1907 - Utaro Hashimoto, giocatore di go giapponese († 1994)
- 1907 - Paula Wiesinger, sciatrice alpina italiana († 2001)
- 1907 - Paul Wyatt, nuotatore statunitense († 1970)
- 1908 - Achille Borella, avvocato e politico svizzero († 1988)
- 1908 - Werner Hartenstein, ufficiale tedesco († 1943)
- 1908 - Kazuo Hasegawa, attore giapponese († 1984)
- 1909 - Väinö Myllyrinne, showman finlandese († 1963)
- 1910 - Joan Bennett, attrice statunitense († 1990)
- 1910 - Mario Brancacci, umorista e sceneggiatore italiano († 1991)
- 1910 - Robert Buron, politico e scrittore francese († 1973)
- 1910 - Nicola Catalano, giurista e magistrato italiano († 1984)
- 1910 - Vakhtang Chabukiani, ballerino e coreografo georgiano († 1992)
- 1910 - Franco Di Majo, ingegnere italiano († 2011)
- 1910 - Joseph Leo Doob, matematico statunitense († 2004)
- 1910 - Clarence Johnson, ingegnere statunitense († 1990)
- 1910 - Henrik K'asparyan, scacchista, compositore di scacchi e ingegnere armeno († 1995)
- 1910 - Jean Maréchal, ciclista su strada francese († 1993)
- 1910 - Jimmy Orlando, hockeista su ghiaccio canadese († 1992)
- 1910 - Wolfgang Preiss, attore tedesco († 2002)
- 1910 - Alois Schnabel, pallamanista austriaco († 1982)
- 1911 - Julio Curatella, canottiere argentino († 1995)
- 1911 - Momčilo Đokić, calciatore jugoslavo († 1983)
- 1911 - Pino Levi Cavaglione, partigiano e scrittore italiano († 1971)
- 1912 - Lawrence Durrell, scrittore e poeta britannico († 1990)
- 1912 - Gaspar Pinto, calciatore portoghese († 1969)
- 1912 - Joan Haslip, giornalista e scrittrice britannica († 1994)
- 1913 - Luigi Cosattini, partigiano italiano († 1945)
- 1913 - René Joder, pallanuotista francese († 2005)
- 1913 - Paul Ricœur, filosofo francese († 2005)
- 1913 - Kazimierz Sabbat, politico polacco († 1989)
- 1913 - Irwin Shaw, scrittore, drammaturgo e sceneggiatore statunitense († 1984)
- 1914 - Winifred Atwell, pianista, compositrice e musicista britannica († 1983)
- 1914 - Todd Bolender, ballerino, coreografo e direttore artistico statunitense († 2006)
- 1914 - Gian Battista Cagna, calciatore italiano
- 1914 - Tore Lindzén, pallanuotista svedese († 2003)
- 1915 - Don Betourne, cestista e allenatore di pallacanestro statunitense († 2002)
- 1915 - Giuseppe Cenni, ufficiale e aviatore italiano († 1943)
- 1915 - Donald Curtis, attore statunitense († 1997)
- 1915 - José Marante, calciatore e allenatore di calcio argentino († 1993)
- 1916 - Renato Ghezzi, calciatore italiano
- 1917 - John Connally, politico statunitense († 1993)
- 1917 - Emma Fedeli, attrice italiana († 1980)
- 1917 - Mario Sdraulig, calciatore italiano († 1987)
- 1918 - Paolo Alatri, storico e politico italiano († 1995)
- 1918 - Mario Bertuzzi, calciatore e allenatore di calcio italiano († 2005)
- 1918 - Camillo Girotti, calciatore italiano († 1992)
- 1918 - István Salusinszky, funzionario, manager e diplomatico ungherese († 1984)
- 1919 - Enrico Brustia, calciatore italiano
- 1919 - Chick Halbert, cestista statunitense († 2013)
- 1919 - Roman Haubenstock-Ramati, compositore e editore polacco († 1994)
- 1919 - Mickey McBan, attore statunitense († 1979)
- 1919 - Johnny Pesky, giocatore di baseball statunitense († 2012)
- 1919 - Dante Petri, calciatore italiano
- 1920 - Julian Jaynes, psicologo statunitense († 1997)
- 1920 - Helmuth Johannsen, allenatore di calcio tedesco († 1998)
- 1920 - Ernesto Sandroni, calciatore italiano († 1979)
- 1920 - Carlo Sorcinelli, militare e marinaio italiano († 1944)
- 1920 - Cesare Tassetto, carabiniere italiano († 2016)
- 1921 - Marcello D'Olivo, architetto, urbanista e pittore italiano († 1991)
- 1921 - Riccardo Fellini, attore e regista italiano († 1991)
- 1921 - Michael Fox, attore statunitense († 1996)
- 1921 - Willy Kyrklund, scrittore svedese († 2009)
- 1921 - Francesco Lozzi, calciatore italiano († 1975)
- 1921 - Giuseppe Patroni Griffi, regista, drammaturgo e sceneggiatore italiano († 2005)
- 1921 - Gabriella Rossi, operaia e politica italiana († 1992)
- 1921 - Turi Scalia, attore e regista teatrale italiano († 2002)
- 1921 - Rodolfo Sonego, sceneggiatore italiano († 2000)
- 1921 - Elio Zagato, designer, imprenditore e pilota automobilistico italiano († 2009)
- 1922 - Vasco Bendini, pittore italiano († 2015)
- 1922 - Enzo Correggioli, pugile e allenatore di pugilato italiano († 2011)
- 1922 - Gus Doerner, allenatore di pallacanestro e cestista statunitense († 2001)
- 1922 - Massinet Sorcinelli, cestista brasiliano († 1971)
- 1922 - Claudia Ruggerini, partigiana italiana († 2016)
- 1923 - Flavio Cecconi, calciatore italiano († 2001)
- 1923 - Dexter Gordon, sassofonista statunitense († 1990)
- 1924 - Cleve Backster, agente segreto statunitense († 2013)
- 1924 - Leonardo Cabizza, cantante e cantautore italiano († 2018)
- 1924 - Loris Ciullini, giornalista italiano († 2008)
- 1924 - Emanuele Massari, calciatore italiano
- 1924 - Sorelle Mirabal, attivista dominicana († 1960)
- 1925 - Vittorino Chiusano, politico italiano († 2018)
- 1925 - Lorenzo Colpo, calciatore italiano
- 1925 - Kenneth Koch, poeta, sceneggiatore e romanziere statunitense († 2002)
- 1925 - Caddo Matthews, allenatore di pallacanestro statunitense († 1979)
- 1926 - Sjaak Alberts, calciatore olandese († 1997)
- 1926 - Elisabeth Borchers, poetessa e scrittrice tedesca († 2013)
- 1926 - David Hubel, medico e neuroscienziato canadese († 2013)
- 1926 - Efraín Sánchez, allenatore di calcio e calciatore colombiano († 2020)
- 1926 - Giorgio Trebbi, architetto italiano († 2002)
- 1926 - Roger Wheeler, imprenditore statunitense († 1981)
- 1926 - Tullio Zuppet, calciatore italiano († 1998)
- 1927 - Eletto Alessandri, fantino italiano († 2003)
- 1927 - Lynn Cartwright, attrice statunitense († 2004)
- 1927 - August Chełkowski, politico e fisico polacco († 1999)
- 1927 - Ugo Guarino, pittore, scultore e disegnatore italiano († 2016)
- 1927 - James Leo Herlihy, scrittore e drammaturgo statunitense († 1993)
- 1927 - Jarl Kulle, attore svedese († 1997)
- 1927 - James T. Lynn, politico statunitense († 2010)
- 1927 - Guy Mitchell, cantante, showman e attore statunitense († 1999)
- 1927 - Remo Pianezzi, ciclista su strada svizzero († 2015)
- 1927 - Peter Whittle, matematico e statistico neozelandese († 2021)
- 1928 - René Clemencic, flautista e musicologo austriaco († 2022)
- 1928 - Alfred Hrdlicka, scultore, disegnatore e pittore austriaco († 2009)
- 1928 - Lino Innocenti, politico italiano († 2002)
- 1929 - Giorgio Arlorio, sceneggiatore e autore televisivo italiano († 2019)
- 1929 - Djalma Santos, calciatore brasiliano († 2013)
- 1929 - Stefan Kudelski, ingegnere polacco († 2013)
- 1929 - Patricia Ward, tennista britannica († 1985)
- 1929 - Elizabeth Wolgast, filosofa e scrittrice statunitense († 2020)
- 1930 - Giancarlo Cadé, calciatore e allenatore di calcio italiano († 2013)
- 1930 - Paul von Ragué Schleyer, chimico statunitense († 2014)
- 1930 - Joanne Woodward, attrice statunitense
- 1931 - Walter Santesso, attore e regista italiano († 2008)
- 1931 - Cesare Zamboni, calciatore italiano († 2017)
- 1932 - Liane Daydé, ballerina e attrice francese († 2022)
- 1932 - Ernst Hinterseer, ex sciatore alpino e allenatore di sci alpino austriaco
- 1932 - Claude Lorius, climatologo francese († 2023)
- 1932 - Daniel Mañó, calciatore spagnolo († 2024)
- 1932 - Joaquín Murillo, calciatore spagnolo († 2009)
- 1932 - László Sárosi, allenatore di calcio e calciatore ungherese († 2016)
- 1932 - Elizabeth Taylor, attrice britannica († 2011)
- 1933 - Stan Anderson, calciatore e allenatore di calcio inglese († 2018)
- 1933 - Eric Bercovici, sceneggiatore e produttore cinematografico statunitense († 2014)
- 1933 - Raymond Berry, ex giocatore di football americano e allenatore di football americano statunitense
- 1933 - Livio Vacchini, architetto svizzero († 2007)
- 1933 - Malcolm Wallop, politico statunitense († 2011)
- 1934 - Renzo de' Vidovich, politico e giornalista italiano († 2024)
- 1934 - Jennifer Kendal, attrice britannica († 1984)
- 1934 - N. Scott Momaday, scrittore e anglista statunitense († 2024)
- 1934 - Ralph Nader, avvocato, saggista e attivista statunitense
- 1934 - Virgil Riley, cestista statunitense († 2020)
- 1934 - Van Williams, attore statunitense († 2016)
- 1935 - Mirella Freni, soprano italiano († 2020)
- 1935 - Theodor Hoffmann, ammiraglio e politico tedesco-orientale († 2018)
- 1935 - Rudolf Jelínek, attore e doppiatore ceco († 2024)
- 1935 - Sergio Notarnicola, calciatore italiano († 2025)
- 1935 - Pierre Auguste Gratien Pican, vescovo cattolico francese († 2018)
- 1935 - Anne Treisman, psicologa statunitense († 2018)
- 1936 - Ron Barassi, giocatore di football australiano australiano († 2023)
- 1936 - Nino Fiore, cantante italiano († 2003)
- 1936 - Johannes Kaiser, velocista tedesco († 1996)
- 1936 - Roger Michael Mahony, cardinale e arcivescovo cattolico statunitense
- 1936 - Virginia Maskell, attrice britannica († 1968)
- 1936 - Lloyd Sharrar, cestista statunitense († 1984)
- 1937 - Barbara Babcock, attrice statunitense
- 1937 - Igor Jelnikar, cestista jugoslavo († 2024)
- 1937 - Doug Jones, pugile statunitense († 2017)
- 1937 - Antoinette Sibley, ex ballerina britannica
- 1937 - Aslan Usojan, mafioso russo († 2013)
- 1938 - Giuseppe Barucco, allenatore di calcio e ex calciatore italiano
- 1938 - Pascale Petit, attrice francese
- 1938 - Jake Thackray, cantautore e poeta britannico († 2002)
- 1938 - Rosanna Yanni, attrice argentina
- 1939 - Mimi Arnold, ex tennista statunitense
- 1939 - Mario Caravale, giurista e storico italiano
- 1939 - José Cardona, calciatore honduregno († 2013)
- 1939 - Silvana Giacobini, giornalista, scrittrice e conduttrice televisiva italiana
- 1939 - Don McKinnon, politico neozelandese
- 1939 - David Mitton, regista, produttore televisivo e effettista britannico († 2008)
- 1939 - P. H. Moriarty, attore britannico († 2025)
- 1939 - Anna Moroni, cuoca, personaggio televisivo e scrittrice italiana
- 1939 - Peter Revson, pilota automobilistico statunitense († 1974)
- 1939 - Danilo Sarugia, giornalista italiano
- 1939 - Franco Sbarro, progettista e imprenditore italiano
- 1939 - Gabriele Scappi, ex calciatore italiano
- 1939 - Velimir Sombolac, calciatore e allenatore di calcio jugoslavo († 2016)
- 1939 - Kenzō Takada, stilista, designer e costumista giapponese († 2020)
- 1939 - Yoshihiko Ōsaki, nuotatore giapponese († 2015)
- 1940 - Howard Hesseman, attore statunitense († 2022)
- 1940 - Bill Hunter, attore australiano († 2011)
- 1940 - Friedel Rausch, allenatore di calcio e calciatore tedesco († 2017)
- 1940 - Giampiero Rubei, imprenditore e direttore artistico italiano († 2015)
- 1941 - Paddy Ashdown, politico e diplomatico britannico († 2018)
- 1941 - Giovanni Caberlotto, imprenditore e dirigente sportivo italiano († 1997)
- 1941 - Jan Klapáč, ex hockeista su ghiaccio ceco
- 1941 - Tibor Magyar, ex calciatore ungherese
- 1941 - Charlotte Stewart, attrice statunitense
- 1941 - Gabriel Zubeir Wako, cardinale e arcivescovo cattolico sudanese
- 1942 - Mike Bailey, ex calciatore e allenatore di calcio inglese
- 1942 - Enzo Boschi, geofisico italiano († 2018)
- 1942 - Smokey Gaines, cestista e allenatore di pallacanestro statunitense († 2020)
- 1942 - Robert Grubbs, chimico statunitense († 2021)
- 1942 - Maurizio Mattei, arbitro di calcio italiano († 2021)
- 1942 - Franco Mosca, chirurgo e filantropo italiano († 2020)
- 1942 - Petko A. Petkov, compositore di scacchi bulgaro († 2024)
- 1942 - Miguel Ángel Santoro, allenatore di calcio e ex calciatore argentino
- 1942 - Klaus-Dieter Sieloff, calciatore tedesco († 2011)
- 1942 - Hasse Thomsén, pugile svedese († 2004)
- 1942 - Ugo Trivellato, statistico italiano
- 1942 - Blandine Verlet, clavicembalista francese († 2018)
- 1943 - Jimmy Burns, chitarrista e cantante statunitense
- 1943 - Gabriele Cantagallo, ex calciatore italiano
- 1943 - Mary Frann, attrice statunitense († 1998)
- 1943 - Klaus Köste, ginnasta tedesco († 2012)
- 1943 - Morten Lauridsen, compositore e direttore di coro statunitense
- 1943 - Roberto Meraviglia, politico italiano († 2019)
- 1943 - Jimmy Nicholson, ex calciatore nordirlandese
- 1943 - Steven Orszag, fisico e matematico statunitense († 2011)
- 1943 - Carlos Alberto Parreira, allenatore di calcio brasiliano
- 1943 - Dorothee Piermont, politica tedesca
- 1943 - Jonathan Rosenbaum, critico cinematografico statunitense
- 1943 - Sheila Rowbotham, storica britannica
- 1944 - Mal, cantante e attore britannico
- 1944 - Alan Fudge, attore statunitense († 2011)
- 1944 - Ken Grimwood, scrittore statunitense († 2003)
- 1944 - Anita Höfer, attrice e doppiatrice tedesca
- 1944 - Roger Scruton, filosofo britannico († 2020)
- 1945 - Carl Anderson, cantante e attore statunitense († 2004)
- 1945 - Giulio Anselmi, giornalista italiano
- 1945 - Arturo Bertuccioli, ex calciatore e allenatore di calcio italiano
- 1945 - Brasse Brännström, attore e sceneggiatore svedese († 2014)
- 1945 - Katalin Kollányi, ex schermitrice ungherese
- 1945 - Daniel Olbrychski, attore e stuntman polacco
- 1945 - Alfonso Principato, carabiniere italiano († 1985)
- 1945 - Palmiro Serafini, fondista e scialpinista italiano († 2013)
- 1946 - Miguel Ángel Cuello, pugile argentino († 1999)
- 1946 - Armando Gnisci, critico letterario italiano († 2019)
- 1946 - Thomas Hauser, scrittore statunitense
- 1946 - Fred Kemp, ex calciatore inglese
- 1946 - Mary-Claire King, genetista statunitense
- 1946 - Rod Knowles, cestista statunitense († 2008)
- 1946 - Lita Liem, ex tennista indonesiana
- 1946 - Renato Molinari, pilota motonautico italiano († 2024)
- 1947 - Giuseppe Bertolucci, regista e sceneggiatore italiano († 2012)
- 1947 - Jacques Cachemire, ex cestista francese
- 1947 - Walt Gilmore, ex cestista statunitense
- 1947 - Vladimir Vladimirovič Golicyn, giurista russo († 2023)
- 1947 - Alan Guth, fisico e cosmologo statunitense
- 1947 - Hans Thomas Hakl, editore, saggista e traduttore austriaco
- 1947 - Wil Jones, ex cestista statunitense
- 1947 - Gidon Kremer, violinista e direttore d'orchestra lettone
- 1947 - Mike Montgomery, allenatore di pallacanestro statunitense
- 1947 - Lotte Nogler, ex sciatrice alpina italiana
- 1947 - Roger Pratt, direttore della fotografia britannico († 2024)
- 1947 - Vincenzo Urbani, allenatore di calcio e ex calciatore italiano
- 1947 - Sabawi Ibrahim al-Tikriti, agente segreto iracheno († 2013)
- 1948 - Féodor Atkine, attore e doppiatore francese
- 1948 - Enrique Cerezo, produttore cinematografico e dirigente sportivo spagnolo
- 1948 - Eckhard Dagge, pugile tedesco († 2006)
- 1948 - Wolfgang Köpcke, ex pentatleta tedesco
- 1948 - Alec Lindsay, ex calciatore inglese
- 1948 - Terry O'Neill, attore e artista marziale britannico
- 1948 - Andrea Papini, politico italiano
- 1948 - Seraphim di Glastonbury, vescovo cristiano orientale inglese
- 1949 - Sergio Bagatti, allenatore di calcio e ex calciatore italiano
- 1949 - Angelo De Angelis, mafioso italiano († 1983)
- 1949 - Rosalinda Galli, doppiatrice e direttrice del doppiaggio italiana
- 1949 - Denis Lenoir, direttore della fotografia francese
- 1949 - Božena Miklošovičová, ex cestista cecoslovacca
- 1949 - Debra Monk, attrice e cantante statunitense
- 1949 - Francis Schneider, ex cestista francese
- 1950 - Eugenio Duca, politico italiano († 2021)
- 1950 - Annabel Goldie, politica scozzese
- 1950 - Franco Moschino, stilista e artista italiano († 1994)
- 1950 - Karl Trojer, ex sciatore alpino italiano
- 1951 - Lee Atwater, politico statunitense († 1991)
- 1951 - Fulvio Bacchelli, ex pilota di rally italiano
- 1951 - Giorgio Gennari, allenatore di calcio e calciatore italiano († 2014)
- 1951 - Steve Harley, cantautore e musicista britannico († 2024)
- 1951 - Helen McCarthy, scrittrice inglese
- 1951 - Janet Steinbeck, ex nuotatrice australiana
- 1951 - Walter de Silva, designer italiano
- 1952 - Evgenij Aleksandrov, calciatore sovietico († 2019)
- 1952 - Stefania Cotoneschi, matematica e insegnante italiana († 2015)
- 1952 - Dwight Jones, cestista statunitense († 2016)
- 1952 - Lionello Massimelli, ex calciatore italiano
- 1952 - Walter Niedermayr, artista italiano
- 1952 - Lidia Pellissier, ex sciatrice alpina italiana
- 1952 - Debra Sapenter, ex velocista statunitense
- 1952 - Shogo Tomiyama, produttore cinematografico giapponese
- 1952 - Toninho Quintino, ex calciatore brasiliano
- 1953 - Nicoletta Ercole, costumista italiana
- 1953 - Mouloud Iboud, ex calciatore algerino
- 1953 - Seretse Ian Khama, politico e generale botswano
- 1953 - Stelios Kouloglou, politico greco
- 1953 - Aleksandr Kuzovkov, compositore di scacchi russo
- 1953 - Oleg Moliboga, pallavolista sovietico († 2022)
- 1953 - Yolande Moreau, attrice e regista belga
- 1953 - Gabriela Svobodová, ex fondista slovacca
- 1954 - JoAnn Falletta, direttrice d'orchestra statunitense
- 1954 - Hans Fässler, storico, politico e cantautore svizzero
- 1954 - Gianni G. Galassi, direttore del doppiaggio e dialoghista italiano
- 1954 - Ali Reza Ghesghayan, ex calciatore iraniano
- 1954 - Thylias Moss, poetessa e drammaturga statunitense
- 1954 - Mark Neumann, politico statunitense
- 1954 - Neal Schon, chitarrista statunitense
- 1955 - Peter Christopherson, tastierista, regista e designer inglese († 2010)
- 1955 - Claudio Descalzi, dirigente d'azienda italiano
- 1955 - Jaime Duarte, allenatore di calcio e ex calciatore peruviano
- 1955 - Rainhard Fendrich, cantante, musicista e conduttore televisivo austriaco
- 1955 - Haroon Ismail, ex tennista zimbabwese
- 1955 - Nenè Mangiacavallo, medico e politico italiano
- 1955 - Lenka Nechvátalová, ex cestista cecoslovacca
- 1955 - Belus Prajoux, allenatore di tennis e ex tennista cileno
- 1955 - Antonio Maria Rinaldi, politico e economista italiano
- 1955 - Bob Rush, ex giocatore di football americano statunitense
- 1955 - Kirk Stephens, ex calciatore inglese
- 1955 - Terje Tønnesen, violinista norvegese
- 1956 - Angela Aames, attrice statunitense († 1988)
- 1956 - Meena Keshwar Kamal, attivista afghana († 1987)
- 1956 - Rosemarie Kother, ex nuotatrice tedesca orientale
- 1956 - Anne Veski, cantante estone
- 1957 - Danny Antonucci, fumettista canadese
- 1957 - Mouna Ayoub, imprenditrice egiziana
- 1957 - Rob de Castella, ex maratoneta australiano
- 1957 - Adrian Smith, chitarrista britannico
- 1957 - Timothy Spall, attore britannico
- 1957 - Lino Zani, conduttore televisivo, scrittore e alpinista italiano
- 1958 - Naas Botha, ex rugbista a 15 e allenatore di rugby a 15 sudafricano
- 1958 - Max Crivello, illustratore, pittore e fumettista italiano
- 1958 - Terry Donovan, ex calciatore irlandese
- 1958 - Maggie Hassan, politica statunitense
- 1958 - Anna Maria Jacobini, giornalista italiana († 2016)
- 1958 - Michael LeMoyne Kennedy, filantropo statunitense († 1997)
- 1958 - Hugo de León, allenatore di calcio e ex calciatore uruguaiano
- 1958 - John Metgod, allenatore di calcio e ex calciatore olandese
- 1958 - Kimie Morita, ex pallavolista giapponese
- 1958 - Leo Randolph, ex pugile statunitense
- 1958 - Nancy Spungen, statunitense († 1978)
- 1959 - Giordano Berti, scrittore italiano
- 1959 - Sauro Donati, astronomo italiano
- 1959 - Akira Jimbo, batterista giapponese
- 1959 - Giuseppe Novelli, genetista italiano
- 1959 - Maria Piera Pastore, politica italiana
- 1959 - Paolo Scaramuzza, bobbista e docente italiano
- 1960 - Pär Arvidsson, ex nuotatore svedese
- 1960 - Norm Breyfogle, fumettista statunitense († 2018)
- 1960 - Simon Critchley, filosofo e scrittore britannico
- 1960 - Andrés Gómez Santos, ex tennista ecuadoriano
- 1960 - Monika Jansson, giocatrice di curling svedese
- 1960 - Kara Kennedy, filantropa e produttrice televisiva statunitense († 2011)
- 1960 - James A. Robinson, economista britannico
- 1960 - Jeff Smith, fumettista statunitense
- 1960 - István Udvardi, pallanuotista ungherese († 2012)
- 1960 - Johnny Van Zant, cantante statunitense
- 1960 - Raffaele Volpi, politico italiano
- 1961 - Massimo Giacon, fumettista italiano
- 1961 - Alberto Gusmeroli, politico italiano
- 1961 - Glenn Ivey, politico statunitense
- 1961 - Tina Nicoletta, cantautrice, musicista e scrittrice italiana († 2023)
- 1961 - Michaela Pavlátová, animatrice e regista ceca
- 1961 - Erminio Perocco, pubblicitario e regista italiano
- 1961 - Grant Shaud, attore statunitense
- 1961 - Nikolaj Smirnov, ex pallanuotista sovietico
- 1961 - Terence Stansbury, ex cestista e allenatore di pallacanestro statunitense
- 1961 - Michael Stolt, bassista svedese
- 1961 - James Worthy, ex cestista statunitense
- 1962 - Marcelo Álvarez, tenore argentino
- 1962 - Adam Baldwin, attore statunitense
- 1962 - Chiya Fujino, scrittrice giapponese
- 1962 - Andy Kubert, fumettista statunitense
- 1962 - Grant Show, attore statunitense
- 1962 - Robert Spencer, scrittore e blogger statunitense
- 1962 - Walter Tesauro, politico e avvocato italiano
- 1962 - Scarlett Von Wollenmann, cantante britannica
- 1963 - Francesco Cancellotti, ex tennista italiano
- 1963 - Paolo Crucitti, ex calciatore italiano
- 1963 - Barbara Dare, ex attrice pornografica statunitense
- 1963 - Rocco Fortunato, scrittore e musicista italiano († 2017)
- 1963 - Nikolaj Golovatenko, ex ciclista su strada kazako
- 1963 - Gregg Marshall, allenatore di pallacanestro statunitense
- 1963 - Pascual Luna Parra, ex calciatore spagnolo
- 1963 - Massimo Riva, cantautore, musicista e produttore discografico italiano († 1999)
- 1963 - Stéphane Sednaoui, regista e fotografo francese
- 1963 - Nasty Suicide, chitarrista finlandese
- 1964 - Paolo Catalano, ex velocista italiano
- 1964 - Maria Tindara Gullo, politica italiana
- 1964 - April Heinrichs, allenatrice di calcio e ex calciatrice statunitense
- 1964 - Rainer Henkel, ex nuotatore tedesco
- 1964 - Thomas Lange, ex canottiere tedesco
- 1964 - Frank Menz, ex cestista, allenatore di pallacanestro e dirigente sportivo tedesco
- 1964 - John Pyper-Ferguson, attore canadese
- 1964 - Chi Zijian, scrittrice cinese
- 1965 - Sandra Cecchini, ex tennista italiana
- 1965 - Pedro Chaves, ex pilota automobilistico portoghese
- 1965 - Antonella Corazza, ex canottiera italiana
- 1965 - Sandro Danelutti, ex calciatore italiano
- 1965 - Noah Emmerich, attore statunitense
- 1965 - Dan Friedkin, imprenditore e produttore cinematografico statunitense
- 1965 - David Gail, attore statunitense († 2024)
- 1965 - Luca Massaccesi, taekwondoka italiano
- 1965 - Alfredo Peyretti, regista italiano
- 1965 - Oliver Reck, allenatore di calcio e ex calciatore tedesco
- 1965 - Annet Schaap, illustratrice, fumettista e scrittrice olandese
- 1965 - Andrea Schöpp, giocatrice di curling tedesca
- 1965 - Maggie Siu, attrice cinese
- 1965 - Peter Swärdh, allenatore di calcio e ex calciatore svedese
- 1965 - Frank Peter Zimmermann, violinista tedesco
- 1966 - Deidre Holland, ex attrice pornografica olandese
- 1966 - Baltasar Kormákur, attore, regista e sceneggiatore islandese
- 1966 - Donal Logue, attore canadese
- 1966 - Japhet N'Doram, allenatore di calcio e ex calciatore ciadiano
- 1966 - Bill Oakley, sceneggiatore statunitense
- 1966 - Gregg Rainwater, attore e doppiatore statunitense
- 1966 - Saffet Sancaklı, ex calciatore turco
- 1967 - Gerardo Catena, carabiniere italiano († 1991)
- 1967 - Teresa Del Vecchio, attrice italiana
- 1967 - Jonathan Ive, progettista britannico
- 1967 - Volkan Konak, cantante turco († 2025)
- 1967 - Dănuț Lupu, ex calciatore rumeno
- 1967 - Andrea Pellizzari, disc jockey, conduttore televisivo e editore musicale italiano
- 1967 - Dmitrij Popov, ex calciatore sovietico
- 1968 - Gaetano Di Vaio, regista, produttore cinematografico e sceneggiatore italiano († 2024)
- 1968 - Riccardo Michieletto, dirigente sportivo e ex pallavolista italiano
- 1968 - Ståle Solbakken, allenatore di calcio e ex calciatore norvegese
- 1968 - Elisa Uga, ex schermitrice italiana
- 1968 - Loy Vaught, ex cestista statunitense
- 1968 - Davit Zalk'aliani, diplomatico e politico georgiano
- 1969 - Celeste Brancato, attrice italiana († 2009)
- 1969 - Matilde Brandi, ballerina, showgirl e conduttrice televisiva italiana
- 1969 - Eleonora Cantamessa, medico italiano († 2013)
- 1969 - Luca Garavoglia, imprenditore italiano
- 1969 - J.D. Jackson, allenatore di pallacanestro e ex cestista canadese
- 1969 - Dirk Konerding, ex calciatore tedesco
- 1969 - Toshiyuki Kuroiwa, ex pattinatore di velocità su ghiaccio giapponese
- 1969 - Fernando Kuyumchoglu, ex calciatore argentino
- 1969 - Gareth Llewellyn, rugbista a 15 gallese
- 1969 - Stuart MacBride, scrittore britannico
- 1969 - José Antonio Meade Kuribreña, politico e economista messicano
- 1969 - Luke Messer, politico statunitense
- 1969 - Robert Molenaar, allenatore di calcio e ex calciatore olandese
- 1969 - Oliver Schäfer, allenatore di calcio e ex calciatore tedesco
- 1969 - John Peter Sloan, insegnante, comico e cabarettista inglese († 2020)
- 1969 - Jürgen Sommer, ex calciatore statunitense
- 1970 - Ann Devries, ex tennista e allenatrice di tennis belga
- 1970 - Robert Evdokimov, allenatore di calcio e ex calciatore russo
- 1970 - Edith Gabrielli, dirigente pubblica italiana
- 1970 - Jørn Lier Horst, scrittore norvegese
- 1970 - Jiang Feng, ex calciatore cinese
- 1970 - Patricia Petibon, soprano francese
- 1970 - Dimităr Nikolaev Popov, ex calciatore bulgaro
- 1970 - Cristina Rivellini, ex cestista italiana
- 1970 - Jörg Teuchert, pilota motociclistico tedesco
- 1971 - Charles Baker, attore statunitense
- 1971 - Marianella Bargilli, attrice teatrale italiana
- 1971 - Derren Brown, illusionista e scrittore britannico
- 1971 - Jon Brown, ex maratoneta e mezzofondista britannico
- 1971 - Christian Ciech, sportivo italiano
- 1971 - Marcelino García Alonso, ex ciclista su strada spagnolo
- 1971 - Roman Giertych, politico polacco
- 1971 - Richard Marazano, fumettista e sceneggiatore francese
- 1971 - David Rikl, ex tennista ceco
- 1971 - Rozonda Thomas, cantante, ballerina e personaggio televisivo statunitense
- 1971 - Sara Blakely, imprenditrice statunitense
- 1972 - El Cata, rapper e musicista dominicano
- 1972 - Richard Coyle, attore britannico
- 1972 - Claudio Gigante, storico della letteratura, italianista e filologo italiano
- 1972 - Maja Lidia Kossakowska, scrittrice polacca († 2022)
- 1972 - Arbën Nuhiji, ex calciatore macedone
- 1972 - Michaël Paquay, pilota motociclistico belga († 1998)
- 1972 - Kenneth Storvik, ex calciatore norvegese
- 1972 - Ai Uchikawa, doppiatrice giapponese
- 1972 - Bogdan Vintilă, allenatore di calcio e ex calciatore rumeno
- 1972 - Ioana Voicu, tuffatrice rumena
- 1972 - Susan Yeagley, attrice statunitense
- 1973 - Sinan Albayrak, attore turco
- 1973 - Peter Andre, cantante e personaggio televisivo britannico
- 1973 - Federico Bertolucci, fumettista italiano
- 1973 - Massimo Codol, dirigente sportivo e ex ciclista su strada italiano
- 1973 - Abdulaziz Hassan, ex calciatore qatariota
- 1973 - Chiara Iezzi, cantautrice, musicista e attrice italiana
- 1973 - Murat Kumpilov, politico russo
- 1973 - Aleksej Lezin, pugile russo
- 1973 - Li Bingbing, attrice cinese
- 1973 - Luca Moro, pilota automobilistico italiano († 2014)
- 1973 - Trajče Nedev, scacchista macedone
- 1973 - Satu Salonen, ex fondista finlandese
- 1973 - Ali Tabatabaee, cantante iraniano
- 1973 - Goran Vujević, dirigente sportivo e ex pallavolista montenegrino
- 1974 - Marinella Canclini, ex pattinatrice di short track italiana
- 1974 - Eddy Carazas, ex calciatore peruviano
- 1974 - Massimiliano Civica, regista teatrale e direttore artistico italiano
- 1974 - Colin Edwards, pilota motociclistico statunitense
- 1974 - Carte Goodwin, politico e avvocato statunitense
- 1974 - Fernando Jubero, allenatore di calcio e dirigente sportivo spagnolo
- 1974 - Wojciech Kamiński, allenatore di pallacanestro e ex cestista polacco
- 1974 - Mövlud Mirəliyev, ex judoka azero
- 1974 - Maja Murić, ex tennista jugoslava
- 1974 - Hiroyasu Shimizu, pattinatore di velocità su ghiaccio giapponese
- 1974 - Filippo Timi, attore, regista e scrittore italiano
- 1975 - Riccardo Burchielli, fumettista italiano
- 1975 - Silvio Gigena, ex cestista argentino
- 1975 - Aitor González, ex ciclista su strada spagnolo
- 1975 - Cynan Jones, scrittore britannico
- 1975 - Christopher Landon, sceneggiatore e regista statunitense
- 1975 - Íngrid Pons, ex cestista spagnola
- 1975 - Jonathan Quinn, ex giocatore di football americano statunitense
- 1975 - Salvatore Rinella, ex lottatore italiano
- 1975 - Richard Rojas, ex calciatore boliviano
- 1975 - Cristian Sanavia, ex pugile italiano
- 1975 - Germán Scarone, ex cestista argentino
- 1975 - Oumar Traoré, ex calciatore senegalese
- 1975 - Brandon Williams, ex cestista e dirigente sportivo statunitense
- 1976 - Nikki Amuka-Bird, attrice britannica
- 1976 - Ludovic Capelle, ciclista su strada belga
- 1976 - Cecilia Capriotti, personaggio televisivo e attrice italiana
- 1976 - Virna De Angeli, ex ostacolista e velocista italiana
- 1976 - Vitalij Denisov, ex fondista russo
- 1976 - Enrico Fantini, allenatore di calcio e ex calciatore italiano
- 1976 - Kai Are Fossland, ex sciatore alpino norvegese
- 1976 - Rhea Harder, attrice tedesca
- 1976 - Jérémie Kisling, cantautore svizzero
- 1976 - Koge-Donbo, fumettista giapponese
- 1976 - Angelina Nikonova, regista e sceneggiatrice russa
- 1976 - Barry Opdam, ex calciatore olandese
- 1976 - Sergej Semak, allenatore di calcio e ex calciatore russo
- 1976 - Yukari Tamura, doppiatrice e cantante giapponese
- 1976 - Oney Tapia, atleta paralimpico italiano
- 1976 - Jindřich Trpišovský, allenatore di calcio ceco
- 1976 - Marco Antonio Verni, pesista cileno
- 1977 - Saleh Al-Buraiki, ex calciatore kuwaitiano
- 1977 - Jean Altidor, ex calciatore haitiano
- 1977 - Ewa Durska, atleta paralimpica polacca
- 1977 - Mavis Fan, cantante e attrice taiwanese
- 1977 - Ben Green, matematico britannico
- 1977 - Ýazguly Hojageldyýew, allenatore di calcio e ex calciatore turkmeno
- 1977 - Jennifer Isacco, bobbista italiana
- 1977 - Dário Monteiro, ex calciatore mozambicano
- 1977 - Ji Sung, attore sudcoreano
- 1977 - Andrea Rossetto, fumettista e illustratore italiano
- 1977 - Goga Sekulić, cantante montenegrina
- 1977 - Irène Tiendrébéogo, ex altista burkinabé
- 1978 - James Beattie, dirigente sportivo, allenatore di calcio e ex calciatore inglese
- 1978 - Crocifisso Dentello, scrittore italiano
- 1978 - Simone Di Pasquale, ballerino e personaggio televisivo italiano
- 1978 - Carlos Escobar, calciatore honduregno
- 1978 - K'akhaber K'aladze, politico e ex calciatore georgiano
- 1978 - Megumi Kaneko, politica giapponese
- 1978 - Adam Kinzinger, politico statunitense
- 1978 - Takashi Miyazawa, ex ciclista su strada giapponese
- 1978 - Emelie Öhrstig, ex fondista svedese
- 1978 - Thomas Pesquet, ingegnere, aviatore e astronauta francese
- 1978 - Ismael Santiago, ex calciatore spagnolo
- 1979 - Karin Blaser, ex sciatrice alpina austriaca
- 1979 - Adriana Campos, attrice colombiana († 2015)
- 1979 - Ding Meiyuan, ex sollevatrice cinese
- 1979 - Damien Francis, ex calciatore giamaicano
- 1979 - Jurij Kudinov, nuotatore kazako
- 1979 - Anna Vania Mello, ex pallavolista italiana
- 1979 - Andrzej Niedzielan, ex calciatore polacco
- 1979 - Pavel Novotný, ex cestista ceco
- 1979 - Philip Opiyo, ex calciatore keniota
- 1979 - Alba Rohrwacher, attrice italiana
- 1979 - Dillon Sheppard, allenatore di calcio e ex calciatore sudafricano
- 1979 - Kang Doo, attore, cantante e bassista sudcoreano
- 1979 - Christian Timm, ex calciatore tedesco
- 1979 - Lavija Šurnaitė, conduttrice televisiva lituana
- 1980 - Škumbin Arslani, ex calciatore macedone
- 1980 - Brandon Beemer, attore statunitense
- 1980 - Jake Clemons, sassofonista, cantautore e polistrumentista statunitense
- 1980 - Chelsea Clinton, imprenditrice statunitense
- 1980 - Don Diablo, disc jockey, produttore discografico e cantante olandese
- 1980 - Debbie Flood, canottiera britannica
- 1980 - Nathan Healey, ex tennista australiano
- 1980 - Iván Hernández, ex calciatore spagnolo
- 1980 - Subait Khater, calciatore emiratino
- 1980 - Cassim Langaigne, calciatore grenadino
- 1980 - Rodolfo Rodríguez Mojica, ex calciatore costaricano
- 1980 - Ryūta Satō, attore giapponese
- 1980 - Bezalel Smotrich, avvocato e politico israeliano
- 1980 - Srđan Subotić, allenatore di pallacanestro e ex cestista croato
- 1980 - Marco Teani, allenatore di calcio e ex calciatore italiano
- 1980 - Bobby V, cantante statunitense
- 1980 - Jari Viuhkola, ex hockeista su ghiaccio finlandese
- 1981 - Stefanie Böhler, ex fondista tedesca
- 1981 - Matteo Cerami, regista e sceneggiatore italiano
- 1981 - Pascal Feindouno, ex calciatore guineano
- 1981 - Evi Goffin, cantante belga
- 1981 - Natalie Grandin, ex tennista sudafricana
- 1981 - Josh Groban, cantautore, produttore discografico e attore statunitense
- 1981 - Nick Langworthy, politico statunitense
- 1981 - Aġvan Mkrtčyan, ex calciatore armeno
- 1981 - Élodie Ouédraogo, ex ostacolista e velocista belga
- 1981 - Juan Riedinger, attore canadese
- 1981 - Robert de Pinho de Souza, ex calciatore brasiliano
- 1981 - Andrés Rodríguez Fernández, ex cestista portoricano
- 1981 - Ilaria Spada, attrice, conduttrice televisiva e ballerina italiana
- 1982 - Amedy Coulibaly, terrorista e criminale francese († 2015)
- 1982 - Agus Indra Kurniawan, ex calciatore indonesiano
- 1982 - Adetokumboh M'Cormack, attore e doppiatore statunitense
- 1982 - Matt Mahan, politico e imprenditore statunitense
- 1982 - Daniele Martinelli, ex calciatore italiano
- 1982 - Brandon Rogers, ex hockeista su ghiaccio statunitense
- 1982 - Bruno Soares, ex tennista brasiliano
- 1983 - Marco Baroni, cantautore italiano
- 1983 - Anouar Diba, calciatore marocchino
- 1983 - Duje Draganja, ex nuotatore croato
- 1983 - Devin Harris, ex cestista statunitense
- 1983 - Julija Kalinovskaja, canottiera russa
- 1983 - Kate Mara, attrice statunitense
- 1983 - Mohammed Nabus, giornalista libico († 2011)
- 1983 - Vítězslav Veselý, giavellottista ceco
- 1984 - Yasser Al Mosailem, ex calciatore saudita
- 1984 - Alessia Amendola, doppiatrice e direttrice del doppiaggio italiana
- 1984 - James Augustine, ex cestista statunitense
- 1984 - Giovanni Bartolucci, ex calciatore italiano
- 1984 - Giovanni Basso, regista, sceneggiatore e produttore cinematografico italiano
- 1984 - Akseli Kokkonen, ex saltatore con gli sci finlandese
- 1984 - Justo Lorente, ex calciatore nicaraguense
- 1984 - Monica Magnarini, calciatrice italiana
- 1984 - David Noel, ex cestista e allenatore di pallacanestro statunitense
- 1984 - Susan Park, attrice statunitense
- 1984 - Denis Alekseevič Savin, danzatore russo
- 1984 - Lotta Schelin, ex calciatrice svedese
- 1984 - Antony Silva, calciatore paraguaiano
- 1984 - Denard Span, giocatore di baseball statunitense
- 1984 - Aníbal Sánchez, giocatore di baseball venezuelano
- 1984 - Antti Tuisku, cantante finlandese
- 1984 - Luther Wahnyamalla, calciatore francese
- 1984 - Rhys Williams, ostacolista britannico
- 1985 - Faouzi Mubarak Aaish, ex calciatore marocchino
- 1985 - Asami Abe, cantante giapponese
- 1985 - Otman Bakkal, ex calciatore olandese
- 1985 - Dinijar Biljaletdinov, ex calciatore russo
- 1985 - Braydon Coburn, hockeista su ghiaccio canadese
- 1985 - Eduardo Cruz, musicista e cantante spagnolo
- 1985 - Emma Healey, scrittrice britannica
- 1985 - Vladislav Kulik, ex calciatore russo
- 1985 - Joan Lascorz, pilota automobilistico e pilota motociclistico spagnolo
- 1985 - Nicole Linkletter, modella statunitense
- 1985 - Mirella Liuzzi, politica italiana
- 1985 - Roberto Santamaría Ciprián, ex calciatore spagnolo
- 1985 - Dustin Schneider, ex pallavolista canadese
- 1985 - Seo Hyun-jin, attrice e cantante sudcoreana
- 1985 - Thiago Neves, ex calciatore brasiliano
- 1985 - Jennifer Wester, danzatrice su ghiaccio statunitense
- 1985 - Désirée von Delft, attrice tedesca
- 1986 - Pablo Alvarado, calciatore argentino
- 1986 - Nicky Anosike, ex cestista statunitense
- 1986 - Birhanu Bogale, calciatore etiope
- 1986 - Folarin Campbell, ex cestista statunitense
- 1986 - Kyle Bobby Dunn, compositore canadese
- 1986 - Luis Miguel Escalada, ex calciatore argentino
- 1986 - JWoww, personaggio televisivo statunitense
- 1986 - Daniel Gibson, rapper e ex cestista statunitense
- 1986 - Arnbjørn Hansen, calciatore faroese
- 1986 - Piotr Ianulov, lottatore moldavo
- 1986 - Dragan Jelič, ex calciatore sloveno
- 1986 - Jonathan Cícero Moreira, ex calciatore brasiliano
- 1986 - Michel Mulder, pattinatore di velocità su ghiaccio olandese
- 1986 - Ronald Mulder, pattinatore di velocità su ghiaccio olandese
- 1986 - Felipe Perrone, pallanuotista brasiliano
- 1986 - Sarah Roy, ciclista su strada australiana
- 1987 - Valerij Andrijcev, lottatore ucraino
- 1987 - Romain Armand, calciatore francese
- 1987 - Renan Barão, artista marziale misto brasiliano
- 1987 - Anna Blässe, calciatrice tedesca
- 1987 - Alexandra Bracken, scrittrice statunitense
- 1987 - Valentina Costanza, mezzofondista e siepista italiana
- 1987 - Aldo Curti, ex cestista camerunese
- 1987 - Priyanka Karki, attrice, cantante e modella nepalese
- 1987 - Florence Kiplagat, mezzofondista e maratoneta keniota
- 1987 - Miha Kuerner, ex sciatore alpino sloveno
- 1987 - Kristian Marmor, ex calciatore estone
- 1987 - Maxi Morález, calciatore argentino
- 1987 - Abdul Osman, calciatore ghanese
- 1987 - Sandy Paillot, ex calciatore francese
- 1987 - Dan Pawlovich, musicista e cantante statunitense
- 1987 - Juraj Piroska, calciatore slovacco
- 1987 - Akram Salim, calciatore sudanese
- 1987 - Luca Tedeschi, calciatore italiano
- 1987 - Milenko Tepić, ex cestista serbo
- 1987 - Misha Tsirkunov, artista marziale misto canadese
- 1987 - Dalibor Volaš, calciatore sloveno
- 1987 - Catherine Ward, hockeista su ghiaccio canadese
- 1988 - Maksim Andrianov, bobbista e ex slittinista russo
- 1988 - David Button, calciatore inglese
- 1988 - Davide Cesini, pallanuotista italiano
- 1988 - Anna Chlistunova, nuotatrice ucraina
- 1988 - Juan Manuel Cobelli, calciatore argentino
- 1988 - Dawit Estifanos, calciatore etiope
- 1988 - Komeil Ghasemi, lottatore iraniano
- 1988 - Gabriel Girón, cestista messicano
- 1988 - Gábor Gyömbér, ex calciatore ungherese
- 1988 - Karim Mossaoui, giocatore di calcio a 5 e ex calciatore olandese
- 1988 - Fabrice N'Guessi, calciatore congolese (Repubblica del Congo)
- 1988 - Cory Nelms, ex giocatore di football americano statunitense
- 1988 - Iain Ramsay, calciatore australiano
- 1988 - Youssef Sekour, ex calciatore marocchino
- 1988 - Mengo Yokoyari, fumettista giapponese
- 1988 - Emmanuele Zurlo, giocatore di beach soccer e calciatore italiano
- 1989 - Aurélie Groizeleau, arbitro di rugby a 15 e rugbista a 15 francese
- 1989 - Charles Johnson, giocatore di football americano statunitense
- 1989 - Stephen Kiprotich, maratoneta e mezzofondista ugandese
- 1989 - Koo Ja-cheol, calciatore sudcoreano
- 1989 - Takahiko Kozuka, ex pattinatore artistico su ghiaccio giapponese
- 1989 - Varlam Lip'art'eliani, judoka georgiano
- 1989 - Vitalij Ljuks, calciatore kirghiso
- 1989 - Nina Løseth, ex sciatrice alpina norvegese
- 1989 - Dayane Mello, modella e personaggio televisivo brasiliana
- 1989 - Facundo Moreira, calciatore uruguaiano
- 1989 - Jessika Muscat, cantautrice e attrice maltese
- 1989 - Loïc Poujol, ex calciatore francese
- 1989 - Richard Ringer, mezzofondista e maratoneta tedesco
- 1989 - Xiao Xun, cantante, attrice e modella taiwanese
- 1990 - Facundo Bagnis, tennista argentino
- 1990 - Teal Bunbury, calciatore canadese
- 1990 - Juan Cornejo, calciatore cileno
- 1990 - Haytham Faour, calciatore libanese
- 1990 - Anna Fedorova, pianista ucraina
- 1990 - Matic Fink, calciatore sloveno
- 1990 - Michal Frydrych, calciatore ceco
- 1990 - Maryna Hančarova, ginnasta bielorussa
- 1990 - Chandler Jones, giocatore di football americano statunitense
- 1990 - Kim Dan-bi, cestista sudcoreana
- 1990 - Kim Young-gwon, calciatore sudcoreano
- 1990 - Lukas Kochanauskas, ex calciatore lituano
- 1990 - Sam Martin, giocatore di football americano statunitense
- 1990 - Lindsey Morgan, attrice statunitense
- 1990 - Ryan Pearson, cestista statunitense
- 1990 - Marta Torrejón, calciatrice spagnola
- 1990 - Josh Whitehouse, attore, musicista e artista britannico
- 1990 - Megan Young, modella, attrice e conduttrice televisiva filippina
- 1990 - Santiago Zurbriggen, calciatore argentino
- 1991 - Jenny Boyd, attrice inglese
- 1991 - Sam Brand, ciclista su strada britannico
- 1991 - Daniel Buitrago, calciatore colombiano
- 1991 - Juan David Cabezas, calciatore colombiano
- 1991 - Gregor Deschwanden, saltatore con gli sci svizzero
- 1991 - Antone Exum, giocatore di football americano statunitense
- 1991 - Michael Felderer, hockeista su ghiaccio italiano
- 1991 - Leandro Gelpi, calciatore uruguaiano
- 1991 - Eddie Hernández, calciatore honduregno
- 1991 - Hiroshi Ibusuki, calciatore giapponese
- 1991 - Donneil Moukanza, ex calciatore francese
- 1991 - Otávio Pinto, pallavolista brasiliano
- 1991 - Misako Renbutsu, attrice giapponese
- 1991 - Sean Strickland, artista marziale misto statunitense
- 1991 - David Texeira, calciatore uruguaiano
- 1991 - Andrea Toniato, ex nuotatore italiano
- 1991 - Andrea Valeri, chitarrista, compositore e produttore discografico italiano
- 1991 - Bigna Windmüller, ex saltatrice con gli sci svizzera
- 1991 - Giovanna Winterfeldt, doppiatrice e cantante tedesca
- 1991 - Carmela Zumbado, attrice statunitense
- 1992 - Jaka Brodnik, cestista sloveno
- 1992 - Fernando Canesin, calciatore brasiliano
- 1992 - Martina Dubovská, sciatrice alpina ceca
- 1992 - Jairo González, calciatore messicano
- 1992 - Andrea Grassi, hockeista su ghiaccio svizzero
- 1992 - Quinton Griffith, calciatore antiguo-barbudano
- 1992 - Patrick Heckmann, cestista tedesco
- 1992 - Joel Indermitte, ex calciatore estone
- 1992 - Ryan Jack, calciatore scozzese
- 1992 - Kim Min-hyeok, calciatore sudcoreano
- 1992 - Filip Krajinović, ex tennista serbo
- 1992 - Léo Lacroix, calciatore svizzero
- 1992 - Meyers Leonard, ex cestista statunitense
- 1992 - Oscar López, calciatore nicaraguense
- 1992 - Ángel Patrick, ex calciatore panamense
- 1992 - Terry Poole, giocatore di football americano statunitense
- 1992 - Giannīs Potouridīs, calciatore greco
- 1992 - Vincent Pourchot, cestista francese
- 1992 - Mattia Proietti, calciatore italiano
- 1992 - Jake Ryan, giocatore di football americano statunitense
- 1992 - Jonjo Shelvey, calciatore inglese
- 1992 - Massimo Stano, marciatore italiano
- 1992 - Jimmy Vicaut, velocista francese
- 1992 - Callum Wilson, calciatore inglese
- 1992 - Gil Bahia, calciatore brasiliano
- 1993 - Alphonse Areola, calciatore francese
- 1993 - Lluís Costa, cestista spagnolo
- 1993 - Natela Dzalamidze, tennista georgiana
- 1993 - Abdelati El Guesse, atleta marocchino
- 1993 - Gong Seung-yeon, attrice sudcoreana
- 1993 - Julia Hassler, ex nuotatrice liechtensteinese
- 1993 - Luigi Hernandez, calciatore britannico
- 1993 - Jessica Korda, golfista statunitense
- 1993 - Ryder Matos, calciatore brasiliano
- 1993 - Elizabeth McMahon, pallavolista statunitense
- 1993 - Alexander Rosso, calciatore uruguaiano
- 1993 - Damian Roßbach, calciatore tedesco
- 1993 - Katharina Schiechtl, calciatrice austriaca
- 1993 - TaShawn Thomas, cestista statunitense
- 1993 - Andrés Villena, pallavolista spagnolo
- 1993 - Lorenzo Vizzini, paroliere, compositore e cantautore italiano
- 1994 - Henri Battilani, allenatore di sci alpino e ex sciatore alpino italiano
- 1994 - Quentin Beunardeau, calciatore francese
- 1994 - Léo Cittadini, calciatore brasiliano
- 1994 - Andrea Fondelli, pallanuotista italiano
- 1994 - Hirata Tomoya, goista giapponese
- 1994 - Hou Yifan, scacchista cinese
- 1994 - Choi Jae-woo, sciatore freestyle sudcoreano
- 1994 - Daniel Lasure, calciatore spagnolo
- 1994 - Victor Lekhal, calciatore francese
- 1994 - Thaylor Lubanzadio, calciatore spagnolo
- 1994 - Mike Matheson, hockeista su ghiaccio canadese
- 1994 - Acinda Panguana, pugile mozambicana
- 1994 - Ovidiu Popescu, calciatore rumeno
- 1994 - Ricardo Ryller, calciatore brasiliano
- 1994 - Carelis Rojas, pallavolista statunitense
- 1994 - Andraž Šporar, calciatore sloveno
- 1994 - Rie Takahashi, doppiatrice e cantante giapponese
- 1995 - Guram Adžoev, ex calciatore russo
- 1995 - Jim Allevinah, calciatore gabonese
- 1995 - Carlos Henrique Alves Pereira, calciatore brasiliano
- 1995 - Osvaldo Arroyo, calciatore argentino
- 1995 - Djigui Diarra, calciatore maliano
- 1995 - Jeff Hardeveld, calciatore olandese
- 1995 - Jeison Medina, calciatore colombiano
- 1995 - Sergej Milinković-Savić, calciatore serbo
- 1995 - Jalen Myrick, giocatore di football americano statunitense
- 1995 - Kōsuke Nakamura, calciatore giapponese
- 1995 - Agustí Sans, cestista spagnolo
- 1995 - Jack Sergeant, calciatore gibilterriano
- 1995 - Tomáš Souček, calciatore ceco
- 1995 - Cameron Sutton, giocatore di football americano statunitense
- 1995 - Andrigo, calciatore brasiliano
- 1996 - Luis Abram, calciatore peruviano
- 1996 - Ayça Aykaç, pallavolista turca
- 1996 - Marta Bassino, sciatrice alpina italiana
- 1996 - Zacarías Bonnat, sollevatore dominicano
- 1996 - Soufiane Dramé, calciatore francese
- 1996 - Gábor Hárspataki, karateka ungherese
- 1996 - D'Ernest Johnson, giocatore di football americano statunitense
- 1996 - Moeka Koizumi, attrice, doppiatrice e cantante giapponese
- 1996 - Rasmus Lauritsen, calciatore danese
- 1996 - Liu Qi, saltatrice con gli sci cinese
- 1996 - Marcus Mathisen, calciatore danese
- 1996 - Tayeb Meziani, calciatore algerino
- 1996 - Diego Moreno, calciatore colombiano
- 1996 - Taishi Onodera, pallavolista giapponese
- 1996 - Aurélien Paret-Peintre, ciclista su strada francese
- 1996 - Vladimir Pisarskij, calciatore ucraino
- 1996 - Roberto Riveros, calciatore cileno
- 1996 - Chris Godwin, giocatore di football americano statunitense
- 1996 - Isak Ssewankambo, calciatore svedese
- 1996 - Veronika Čamková, ex sciatrice freestyle e sciatrice alpina ceca
- 1997 - Aliko Bala, calciatore nigeriano
- 1997 - Kristijan Dimitrov, calciatore bulgaro
- 1997 - José Doldán, calciatore paraguaiano
- 1997 - Mihaela Dorlan, attrice rumena
- 1997 - Marcelin Gando, calciatore camerunese
- 1997 - Jesper Horsted, giocatore di football americano statunitense
- 1997 - Jeong Seung-won, calciatore sudcoreano
- 1997 - Li Guangyuan, nuotatore cinese
- 1997 - Mateusz Lis, calciatore polacco
- 1997 - Ronaldo Lucena, calciatore venezuelano
- 1997 - Iman Marshall, giocatore di football americano statunitense
- 1997 - Victor Ekani, calciatore camerunese
- 1997 - Bəhlul Mustafazadə, calciatore azero
- 1997 - Souleymen Nasr, lottatore tunisino
- 1997 - Pablo Pérez Garrido, ex cestista spagnolo
- 1997 - Luis Fernando Saldías, calciatore boliviano
- 1997 - Shen Yue, attrice cinese
- 1997 - Francisco Daniel Simões Rodrigues, calciatore portoghese
- 1997 - Emmaline Willis, pallavolista statunitense
- 1997 - Junio Ricardo da Rocha, ex calciatore brasiliano
- 1998 - Elisa Balsamo, ciclista su strada e pistard italiana
- 1998 - Trent Buhagiar, calciatore maltese
- 1998 - Todd Cantwell, calciatore inglese
- 1998 - Felix Gall, ciclista su strada austriaco
- 1998 - Azmi Ghouma, calciatore tunisino
- 1998 - Borna Gojo, tennista croato
- 1998 - Chevez Goodwin, cestista statunitense
- 1998 - Joel Lew, calciatore uruguaiano
- 1998 - Cheng Meng, calciatore cambogiano
- 1998 - Adam Seiko, cestista statunitense
- 1998 - Anne Vilde Tuxen, tuffatrice norvegese
- 1998 - Daniela Ulbing, snowboarder austriaca
- 1998 - Werner Visser, discobolo e pesista sudafricano
- 1998 - Bálint Vogyicska, calciatore ungherese
- 1999 - Chase Blackwell, snowboarder statunitense
- 1999 - Valerij Bondar, calciatore ucraino
- 1999 - Buddy Johnson, giocatore di football americano statunitense
- 1999 - Miguel Luís, calciatore portoghese
- 1999 - Shafiqua Maloney, velocista e mezzofondista sanvincentina
- 1999 - Facundo Mansilla, calciatore argentino
- 1999 - Markus Poom, calciatore estone
- 1999 - Yiğitcan Saybir, cestista turco
- 1999 - Boubakary Soumaré, calciatore francese
- 1999 - Jalen Tolbert, giocatore di football americano statunitense
- 1999 - Marina Vilanova, ex sciatrice alpina canadese
- 1999 - Kary Vincent Jr., giocatore di football americano statunitense
- 2000 - Dasha, cantante statunitense
- 2000 - Edgar Elizalde, calciatore uruguaiano
- 2000 - Mauro García, calciatore uruguaiano
- 2000 - Silvio Goričan, calciatore croato
- 2000 - Filip Kaloč, calciatore ceco
- 2000 - Konstantin Maradišvili, calciatore russo
- 2000 - Hugo Robineau, cestista francese
- 2000 - Alice Torcolacci, pallavolista italiana

## XXI secolo(29)
- 2001 - An San, arciera sudcoreana
- 2001 - Radii Caisin, cestista tedesco
- 2001 - Alina Ermolova, ginnasta russa
- 2001 - Matthieu Gauzin, cestista francese
- 2001 - Mário Mihál, calciatore slovacco
- 2001 - Mariano Navone, tennista argentino
- 2001 - Largie Ramazani, calciatore belga
- 2002 - Lucas Calegari, calciatore brasiliano
- 2002 - Johnny Davis, cestista statunitense
- 2002 - Sarah Franklin, pallavolista statunitense
- 2002 - Helena Gualinga, attivista ecuadoriana
- 2002 - Svea Irving, sciatrice freestyle statunitense
- 2002 - Moha K, rapper marocchino
- 2002 - Brandon Miller, cestista statunitense
- 2002 - Kiara Quieti, nuotatrice artistica canadese
- 2002 - Ky Robinson, mezzofondista australiano
- 2002 - Sofia Tomasoni, surfista italiana
- 2002 - Martina Zanoli, calciatrice italiana
- 2003 - Liam Brearley, snowboarder canadese
- 2003 - Eva Gherardi, ginnasta italiana
- 2003 - Armandas Kučys, calciatore lituano
- 2003 - Emma Spence, ginnasta canadese
- 2004 - Gonçalo Esteves, calciatore portoghese
- 2004 - Linus Gechter, calciatore tedesco
- 2004 - Miguel Monsalve, calciatore colombiano
- 2005 - Sofiane Ikene, calciatore lussemburghese
- 2006 - Sam Watson, arrampicatore statunitense
- 2007 - Jelena Bulajić, cestista montenegrina
- 2008 - Haine Eames, calciatore australiano